# مریم آزمون
مریم آزمون (زاده ۱۰ نوامبر ۱۹۷۳)، بازیکن پیشین و مربی فوتبال ایرانی است که هم‌اکنون سرمربی پرسپولیس در لیگ برتر فوتبال زنان ایران است.
آزمون پیش‌تر سرمربی‌گری تیم ملی فوتبال زنان ایران را بر عهده داشت. او در دوره‌ای کوتاه، سرمربی زنان کویت نیز بود.

## دوران کاری (مربی‌گری)

### تیم ملی زنان ایران
گل نزدن تیم زنان ایران و شکست‌ها در رقابت‌های بین‌المللی در هنگام سرمربی‌گری آزمون، نقدهایی را علیه او در رسانه‌های ایرانی برانگیخت.
سرانجام مرضیه جعفری، یک سرمربی ایرانی دیگر، جایگزین او در تیم ملی زنان ایران شد.

### پرسپولیس
در ۶ آگوست ۲۰۲۵، آزمون با قراردادی رسمی، سرمربی پرسپولیس در لیگ برتر فوتبال زنان ایران شد. او، تبدیل به دومین سرمربی تاریخ این باشگاه پس از انقلاب ۱۹۷۹ گشت.